# 希臘羅馬釋義
希臘釋義（拉丁語：Interpretatio graeca，英文“Greek translation”、中文“希臘式的翻譯轉化”；或“interpretation by means of Greek [models]”、“通過希臘〔模式〕的意義之解釋”）乃是一項探討有關於古希臘宗教觀念和習俗、神靈，以及神話的途徑，它是被希臘人與後代的羅馬人（羅馬釋義）用來解釋或試圖理解其他文化的神話和宗教的表達方式。因此它即是一種尋找相等和共同特徵的比較方法。希臘釋義這用語可能描述了希臘人在解釋外邦信仰和神話的成就的思維模式，就如同歷史之父希羅多德以意會的方式從希臘語中採用類似的詞語來描述埃及宗教的情況一樣。或是在哈利卡納蘇斯的戴歐尼修斯和普魯塔克以相等同的希臘神靈名義的情形之下記錄了羅馬的信仰、神廟，以及習俗。希臘釋義也可能是藉由與希臘模式的比較或是同化的情形下來描述非希臘人對他們自己信仰體系的解釋，就如同羅馬人他們自己的神的名號來因應於希臘神話和肖像一樣。
羅馬釋義（拉丁語：Interpretatio romana）是關於古羅馬宗教與神話的比較用語，如同形成一個獨特高盧羅馬宗教一樣。羅馬人和高盧人兩者都重新詮釋了與羅馬模式相關的高盧宗教傳統，尤其是君主崇拜這一特徵。
扬·阿斯曼認為多神教的態度是對於讓神祇的國際化成為了“跨文化翻譯（intercultural translation）”的一種形式：
原文：The great achievement of polytheism is the articulation of a common semantic universe. …The meaning of a deity is his or her specific character as it unfolded in myths, hymns, rites, and so on. This character makes a deity comparable to other deities with similar traits. The similarity of gods makes their names mutually translatable. … The practice of translating the names of the gods created a concept of similarity and produced the idea or conviction that the gods are international.
譯文：多神教的偉大是對共同語義世界的闡述。…神靈的意義是他或她在神話、讚美詩、儀式等等諸如此類之中所展現的特定性格。這個性格塑造出的神靈與其他具有相似特徵的神靈相媲美。神祇的相似性使祂們的名號可以相互翻譯轉移。…翻譯神祇名號的做法創造了一個相似的概念並且產生了神祇是具國際性的想法或信念。

老普林尼表述了神靈的“可譯性（translatability）”稱其為“不同名號對不同民族（拉丁原文：nomina alia aliis gentibus；英譯：different names to different peoples）”。這種文化潛力使得希臘化時代和前基督教化時代的羅馬帝國其境內宗教融合可以存在著。

## 希臘釋義

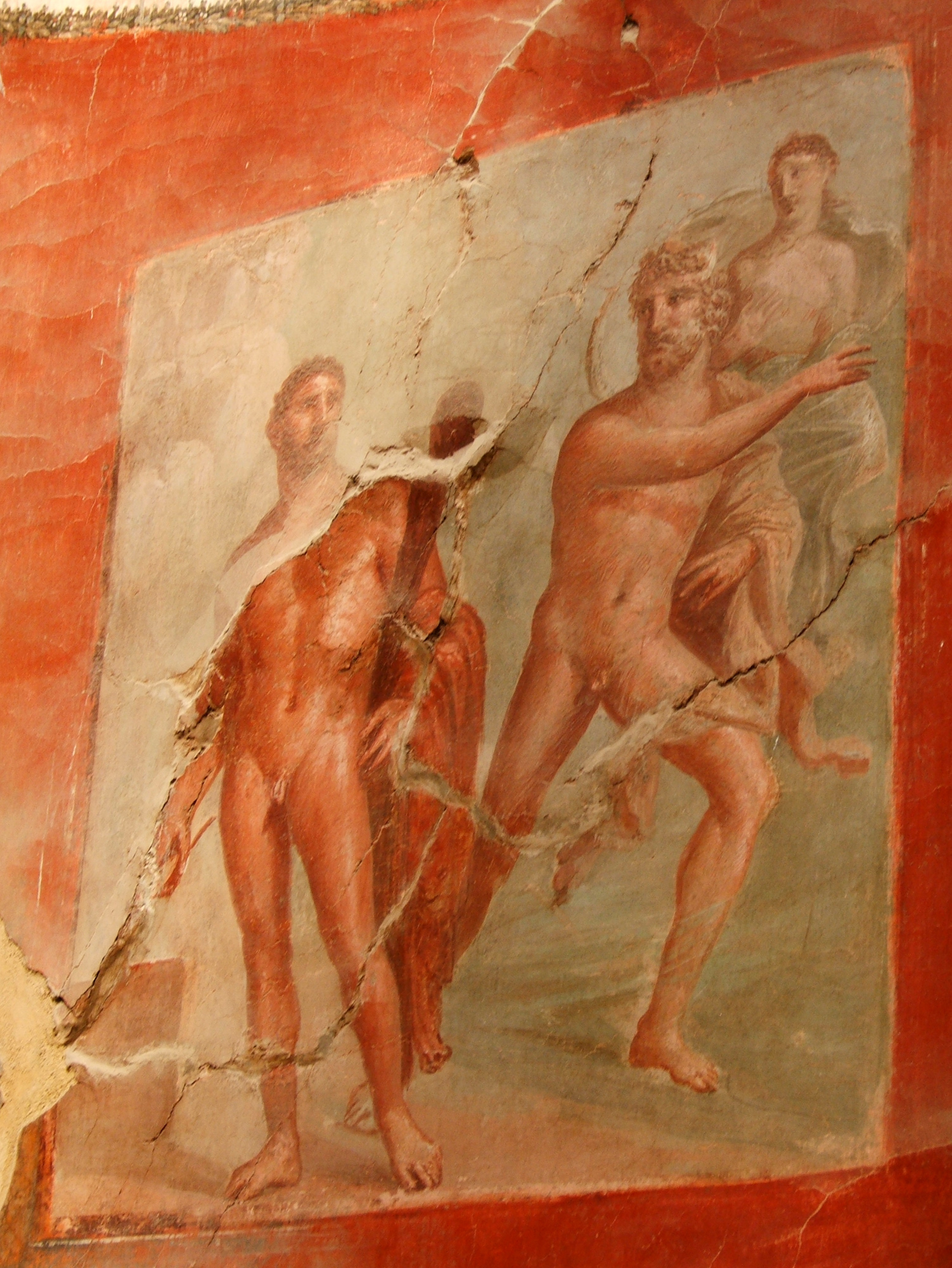
出自於赫庫蘭尼姆古城的羅馬壁畫，描繪了由希臘－羅馬神話傳說中的赫丘利／海克力斯（源自伊特拉斯坎宗教及神話的赫丘勒，而且這位英雄最終乃成為了希臘神話中的赫拉克勒斯同位體）與阿刻羅俄斯（希臘境內的阿克洛奧斯河守護神），其畫作年代為西元一世紀

希羅多德是最早從事這種模式解釋的作家之一。在他關於對埃及人的觀察中，他建立了持續到希臘化時代的希臘－埃及同位體（Greco-Egyptian equivalents）宗教文化典範，包括有阿蒙／宙斯、俄西里斯／狄俄倪索斯，以及卜塔／赫淮斯托斯。在他對斯基泰人的觀察中，他也以相等神格的立場來描述他們的眾神之王和眾神之王后，塔比提（Tabiti），這尊神祇就等同於希臘神祇的赫斯提亞，帕帕伊奥斯（Papaios）和雅碧（Api）則分別地等同於希臘神祇的宙斯和蓋亞，還有阿格里姆帕撒等同於阿芙洛狄忒·烏拉妮雅（Aphrodite Urania），同時還聲稱斯基泰人還崇拜著赫拉克勒斯與阿瑞斯同位體的神祇，但是希羅多德沒有說出名號。此處再補充一尊斯基泰人所信奉的神祇塔吉瑪薩達斯（Thagimasadas），祂等同於希臘海神波塞冬。
希臘與羅馬的一些被歸屬於同一神格而相對應的神祇，像是宙斯與朱庇特，被認為是起源於共同的印歐民族原始神（帝烏斯，乃作為至高無上的天空之神），並因此由神格的展現出共同的職掌。其他神靈的職掌則需要借助更廣泛神學上與詩歌的文化成果方能得知：雖然阿瑞斯與馬爾斯都是戰爭之神，阿瑞斯在希臘宗教習俗中是一個相對較次要的神祇，並且不受到詩人認同，而馬爾斯則是羅馬民族之父並且也是古代的羅馬宗教核心之神明。
一些神靈可追溯到羅馬最古老的宗教階層，譬如雅努斯和特耳米努斯，這二尊神明就沒有希臘同位體了。其他希臘神聖的人物，最著名的是阿波羅，直接被接納到羅馬文化中，但經歷了明顯羅馬化的發展後，就像奧古斯都讓阿波羅成為守護神（tutelary deity or patron deities）之一一樣。在比羅馬更早期的時代，伊特拉斯坎文化在將希臘神話和宗教傳遞給羅馬人方面發揮了中介作用，就像希臘的Heracles對於伊特拉斯坎的Hercle或是Herecle在語言學上轉變所證明的道理那樣，同理可言對於羅馬人的Hercules在語言學上的轉變就是由此軌跡而來的。

## 羅馬釋義
羅馬帝國時代的史家塔西陀在他的著作《日耳曼尼亞志》中率先使用了interpretatio romana（羅馬釋義）這一用語。塔西陀的調查報告指出在納哈內維利人的神聖樹林裡，“一名祭司裝扮成女性主持，然而他們所紀念的神祇以羅馬用語（羅馬釋義）來說即是卡斯托耳和波魯克斯。（a priest adorned as a woman presides, but they commemorate gods who in Roman terms (interpretatione romana) are Castor and Pollux.）”在其他地方，他確認了日耳曼人的主神為墨丘利，或許所提及的神祇乃是沃坦。

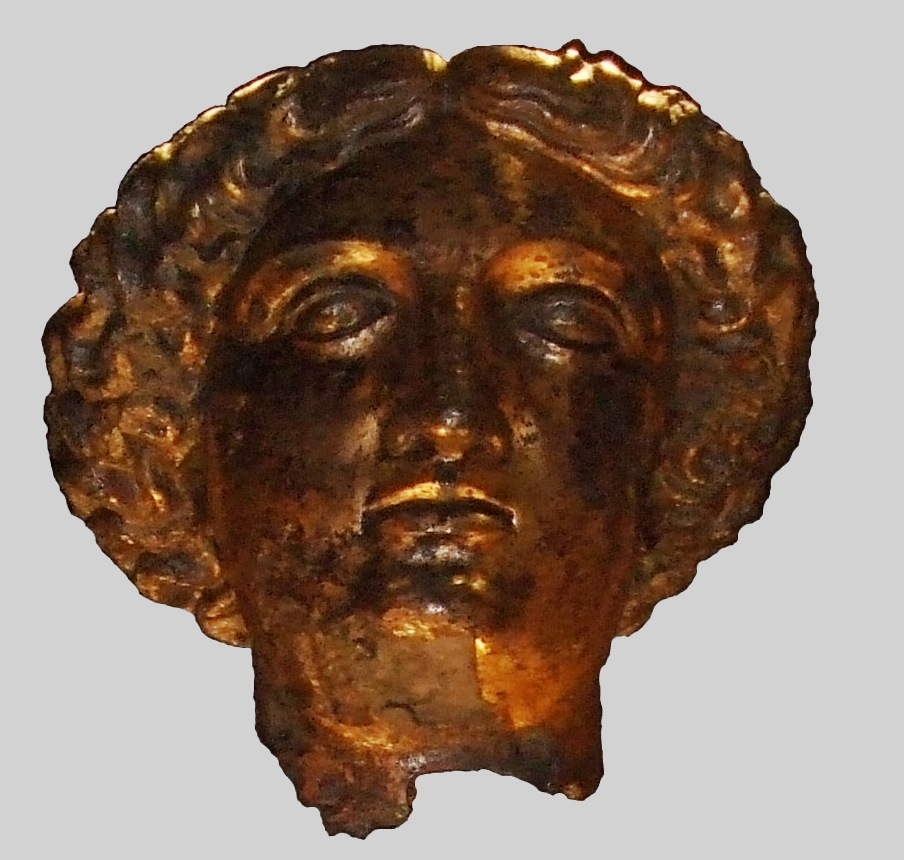
出自於位在巴斯的神廟之蘇利斯·彌涅耳瓦（Sulis Minerva）神像的鍍金青銅頭顱

有關於古代高盧人（大陸凱爾特人）神靈的一些資料方面，這一民族並沒有留下碑銘以外的書面文獻，然而卻是透過希臘羅馬資料以希臘文與拉丁文同位體的名號之下保存了他們的相關資料。他們保存了大量高盧語神名或膜拜的稱號，譬如說，與瑪爾斯有相關聯的。與一些希臘和羅馬神聖的相對應神祇一樣，在高盧和羅馬或希臘的神靈之間所感覺到的相似之處可能反映了印歐民族的共同起源。魯格被認定與墨丘利等同、諾登斯與馬爾斯一起作為医治神與保護神、蘇利斯與彌涅耳瓦等同。然而，在某些情況下，則是藉由一尊以上的神祇給予一尊高盧神靈一項羅馬釋義，這樣的例證會出現在不同的文獻或碑銘之間。希臘-羅馬世界的宗教並非教條主義，並且多神信仰借助祂本身多樣性的特質，“神性”的概念經常是擴大的，在單一神性內允許多個乃至相互矛盾的職司，並且在每個萬神殿的不同神靈之間的權力和職司是交叉重疊的。這些傾向能夠延伸到跨文化認同的層面上。
在東羅馬帝國境內，安納托利亞的風暴之神手持著祂雙頭斧的形象成為了朱庇特·多立克努斯，祂是士兵之間最喜愛和受敬拜的神明。像瓦羅這樣的羅馬學者將猶太民族一神論的上帝闡釋為羅馬神祇的名號如凱路斯或是卡必托里三主神之中最偉大的朱庇特（Jupiter Optimus Maximus）。一些希臘羅馬作家似乎已經理解猶太人祈禱雅威·撒巴俄（萬軍之耶和華、萬軍之主耶和華）為薩巴茲烏斯。這都是當時希臘羅馬士人對基督教上帝的敬稱；而今日的人們就直接地敬稱上帝了。

## 日耳曼釋義
請注意：為了保持本章節中的敘述完整，文中專有名詞的講解因為牽涉到詞彙上歷史的變化，所以必須保留原文，以防止原始意義流失。

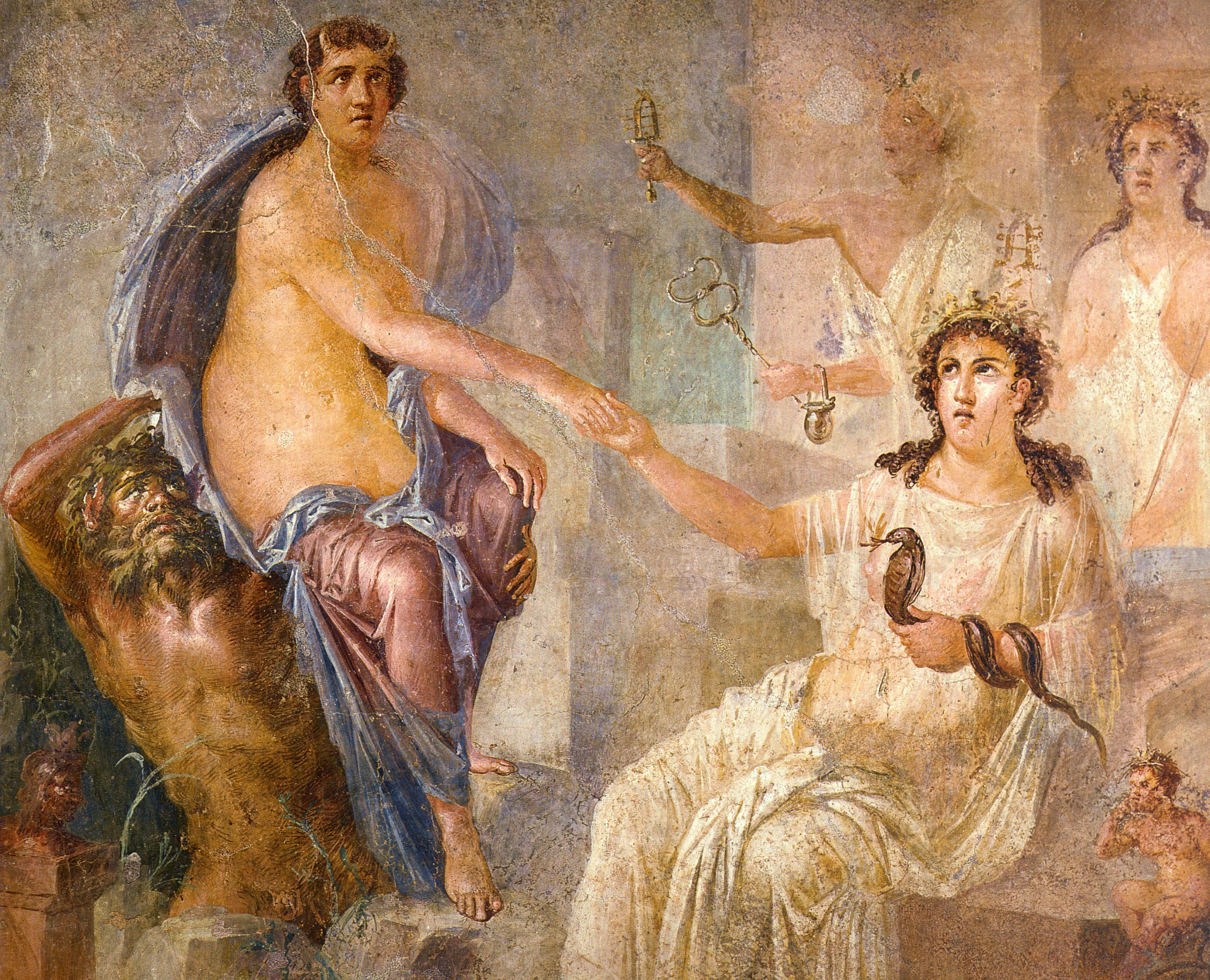
從龐貝城的羅馬壁畫所描繪的場景所示，伊西斯女神（坐在右邊）歡迎希臘女英雄伊俄來到埃及

日耳曼釋義（Interpretatio germanica）是由日耳曼民族用日耳曼神靈的名號來識別羅馬眾神的做法。根據魯道夫·西梅克所述，這是發生在西元一世紀左右的由兩種文化共同存在的時代，當羅馬文化與日耳曼文化進一步接觸的時間點。日耳曼釋義的一些證據存在於羅馬人有關有關一周七天的名稱之日耳曼語翻譯中：
- 星期日的英文Sunday，太陽女神──Sunnǭ（英语：Sowilō）[註 1]（各語族不同寫法：古諾斯語：、Sól）的日子，為太陽神（作為男性）──Sol Invictus的日子早期名稱。
- 星期一的英文Monday，月神（作為男性）──Mēnô（不同寫法：Máni；Mōna；Māno）的日子，為月神（作為女性）──Luna的日子早期名稱。
- 星期二的英文Tuesday，Tīwaz（不同寫法：Týr; Tīw; Ziu）的日子，為戰爭之神──Mars的日子早期名稱。
- 星期三的英文Wednesday，Wōdanaz（不同寫法：Óðinn；Wōden；Wuotan）的日子，為旅行和辩论之神──Mercury的日子早期名稱。
- 星期四的英文Thursday，Þūraz/Þunraz（不同寫法：Þórr；Þunor；Donar）的日子，為雷電之神──Jupiter的日子早期名稱；Þunraz可能在其他地方被認為與挥动着棍棒的Hercules等同。
- 星期五的英文Friday，Frijjō（英语：Frijjō）（不同寫法：Frigg; Frīg; Frīja）的日子，為愛與美的女神──Venus的日子早期名稱。

在大多數羅曼語族中，這些派生自拉丁語的分支語言，一周七天仍保留著原來羅馬神靈的名號，比如義大利語的星期二，即martedì（源自拉丁語的Martis dies）。羅馬農神──Saturn在某些西日耳曼語支也是如此；譬如在英文中星期六的字彙“Saturday”、西弗里斯語的Sneon或是Saterdei、低地德語Saterdag以及荷蘭語的Zaterdag全都是意味著Saturn的日子。
西梅克則強調這種說法是缺乏證據的，並指出與羅馬神明的對照是不足以重建古代日耳曼神明的名號的，而且還將祂們與後來的北歐神話中的神明確地等同起來。

## 希臘羅馬同位體
以下是希臘人、羅馬人、伊特拉斯坎人、埃及人以及腓尼基人的神祇同位體列表，乃根據古人他們自己之間的稱法，也得到了現代學者分析上的支持。“等同／同位體（Equivalent）”不應被視為“同一尊神明（the same god）”。譬如說，當一尊特定羅馬神靈的神話甚至崇拜作風、信仰習俗受到了希臘或伊特拉斯坎傳統的影響時，神靈可能會具有單獨的起源和具有文化獨特性的傳統。
由於今日中文對希臘神祇的譯名多是透過英文媒介轉入，也因此這裡羅列出希臘神祇原文名號以資參考。
| 希臘神祇（希臘文）                   | 希臘神祇（拉丁化名）                                                                                       | 羅馬神祇 | 羅馬神祇（英语化名） | 伊特拉斯坎神祇       | 埃及神祇                 | 苏美尔神祇    | 腓尼基神祇              | 印度神祇                    | 安息（希臘化時代）神祇      | 職司 |
| ------------------------------------ | --- | --- | --- | -------------------- | ------------------------ | ------------- | ----------------------- | --------------------------- | --------------------------- | --- |
| Ἄδωνις                               | 阿多尼斯                                                                                                   | 阿多尼斯 | 阿多尼斯 | 阿圖尼斯（Atunis）   | 俄西里斯                 | 杜木兹        | 阿登（Adōn）／塔木茲    | 大力罗摩                    |                             | 農業；復活 |
| Ἀμφιτρίτη                            | 安菲特里忒                                                                                                 | 萨拉西亚 | 萨拉西亚 |                      | 哈特梅希特               |               |                         |                             |                             | 海洋女神 |
| Ἀνάγκη                               | 阿南刻 | 涅刻西塔斯（Necessitas） | 涅刻西塔斯（Necessitas） |                      |                          |               |                         |                             |                             | 力量、武術，約束，必然性 |
| Ἄνεμοι                               | 阿涅摩伊                                                                                                   | 梵堤（Venti） | 梵堤（Venti） |                      |                          |               |                         | 伐由                        | 伐由伐多                    | 風神 |
| Ἀφροδίτη                             | 阿芙洛狄忒                                                                                                 | 維納斯 | 維納斯 | 圖蘭                 | 哈索爾                   | 伊南娜        | 阿斯塔蒂                | 拉提（Rati）                | 阿娜希塔                    | 美；性欲；愛 |
| Ἀπόλλων (Apollōn) / Φοῖβος (Phoibos) | 阿波羅／福玻斯                                                                                             | 阿波羅／福玻斯 | 阿波羅／福玻斯 | 阿普鲁（Aplu）       | 荷魯斯／拉               |               | 瑞許弗                  | 楼陀罗                      | 密特拉                      | 光明；預言；療癒；瘟疫、疾病；音樂；诗人 |
| Ἄρης                                 | 阿瑞斯 | 瑪爾斯 | 瑪爾斯 | 惹朗                 | 安赫                     | 内尔伽勒      |                         | 室建陀                      | 烏魯斯拉格納                | 戰爭 |
| Ἄρτεμις                              | 阿耳忒彌斯                                                                                                 | 狄安娜 | 狄安娜 | 阿圖美               | 芭丝苔特或芭絲特（Bast） |               | 蔻迭賴特                | 跋陀罗                      | 德尔瓦斯帕                  | 追捕（hunting），狩獵（the hunt）；荒野，野生動物；童貞，分娩；狄安娜原文名號──Diana字面上的意思是：天上的（heavenly）或是神聖的（divine） |
| Ἀσκληπιός (Asklēpios)                | 阿斯克勒庇俄斯                                                                                             | 埃斯库拉庇乌斯（Aesculapius）／维迪奥维斯                                                                                                 | 维迪奥维斯 | 維帖斯（Vetis）      | 印和闐                   |               | 愛希慕恩                | 双马童                      |                             | 治癒、復原 |
| Ἀθηνᾶ (Athēnā), Ἀθήνη (Athēnē)       | 雅典娜／俄希妮（Athene）                                                                                   | 弥涅耳瓦 | 弥涅耳瓦 | 梅恩瓦               | 涅伊特                   | 伊南娜        | 阿納特                  | 辩才天女、象头神            | 阿娜希塔                    | 智慧；戰略、策略、計謀、策劃；藝術、美術、文藝以及工藝、手藝、技術；編織、紡織 |
| Ἄτλας (Átlas)                        | 阿特拉斯                                                                                                   | 阿特拉斯 | 阿特拉斯 | Aril                 | 阿特拉斯                 |               |                         |                             |                             | 天球支撑者 |
| Ἄτροπος                              | 阿特羅波斯                                                                                                 | 莫爾塔 莫爾塔的形象就是後世西方死神的造型：身上披著黑色披风，手裏則拿著一把巨大鐮刀，再加上骷髏頭                                         | 莫爾塔 莫爾塔的形象就是後世西方死神的造型：身上披著黑色披风，手裏則拿著一把巨大鐮刀，再加上骷髏頭                                         | 賴斯                 |                          |               |                         |                             |                             | 阿特羅波斯原文名號──Atropos字面上的意思是：inflexible，中文翻譯有呆版、死板、不靈活、僵硬、不屈服的等等多種意思；死亡 |
| Βορέας                               | 玻瑞阿斯                                                                                                   | 阿魁洛（Aquilo） | 阿魁洛（Aquilo） | 恩德斯（Andas）      |                          |               |                         |                             |                             | 北風或是Devouring One（吞噬任何一切、毁灭任何一切） |
| Καλλιόπη (Kalliopē)                  | 卡利俄佩                                                                                                   | 卡利俄佩 | 卡利俄佩 |                      |                          |               |                         |                             |                             | 声音优美的缪斯 |
| Χάος (Kháos)                         | 卡俄斯 | | |                      | 努恩                     | 阿勃祖        | 雅木（Yam）             | 至高梵                      |                             | 巨大的虚空、深渊；无形、原始的存在状态 |
| Χάος (Kháos)                         | 卡俄斯 | 纳乌涅特 | 纳木 |                      |                          |               | 雅木（Yam）             | 至高梵                      |                             | 巨大的虚空、深渊；无形、原始的存在状态 |
| Χάριτες (Kharites)                   | 卡里忒斯                                                                                                   | 葛臘提艾（Gratiae） | Graces |                      |                          |               |                         |                             |                             | 恩惠、恩典；華麗輝煌；喜氣、歡慶；慈善、和藹 |
| Χάρων (Kharōn)                       | 卡戎 | 卡戎 | 卡戎 | 卡倫                 |                          |               |                         |                             |                             | 猛烈的、激烈的、駭人的、狂暴的；（眼睛因憤怒或激動而）發亮、閃耀、迅速移動；狂熱的凝視（眼睛） |
| Χλωρίς (Khlōris)                     | 克洛里斯                                                                                                   | 芙蘿拉 | 芙蘿拉 |                      |                          |               |                         |                             |                             | 克洛里斯原文名號──Chloris字面上的意思是：黃綠色、蒼黃，淺綠色，pale （蒼白、白的、淺的、淡的），pallid（蒼白的、暗淡的、無生氣的），新生、新鮮的、清新的； 芙蘿拉原文名號──Flora字面上的意思是：flower（花朵） |
| Κλωθώ (Klōthō)                       | 克洛托 | 諾娜（Nona） | 諾娜（Nona） |                      |                          |               |                         |                             |                             | 紡織；線狀物、線狀體 |
| Κρόνος (Kronos)                      | 克洛諾斯                                                                                                   | 萨图尔努斯 | 薩圖恩 |                      |                          |               |                         | 湿婆、大黑天                |                             | 時間 |
| Κυβέλη (Kybelē)                      | 庫柏勒 | 諸神之母 又譯為：伟大的母亲；完整的原文名號為：Magna Mater deorum Idaea（英譯：Great Mother of the gods watch；中譯：眾神注目的偉大母親） | 諸神之母 又譯為：伟大的母亲；完整的原文名號為：Magna Mater deorum Idaea（英譯：Great Mother of the gods watch；中譯：眾神注目的偉大母親） |                      |                          |               |                         |                             |                             | 諸神之母原文名號──Magna Mater字面上的意思是：Great Mother（伟大的母亲） |
| Δημήτηρ                              | 得墨忒耳                                                                                                   | 刻瑞斯 | 刻瑞斯 | 希爾斯（Cels）       | 伊西斯                   |               |                         |                             | 阿什 / 阿希（Ashi / Aši）   | 糧食，農業生產； 得墨忒耳原文名號──Demeter字面上的意思是：Earth Mother（大地之母） |
| Διόνυσος (Dionysos)                  | 狄俄倪索斯                                                                                                 | 利柏尔／巴克科斯 | 利柏尔／巴克科斯 | 弗福伦斯             | 俄西里斯                 |               |                         |                             |                             | 葡萄酒和葡萄酒釀造；狂歡；狂喜；利柏尔原文名號──Liber字面上的意思是：the free one（任何一切自由自在） |
| Εἰλείθυια                            | 厄勒梯亚                                                                                                   | 卢西娜 | 卢西娜 | Ilithiia             | 塔沃里特                 |               |                         |                             |                             | 分娩、助产 |
| Ἐνυώ                                 | 厄倪俄 | 貝羅納 | 貝羅納 | Enie                 | 塞赫麥特                 |               |                         | 室建陀                      |                             | 戰爭 |
| Ἠώς                                  | 厄俄斯 | 奧羅拉／馬圖塔（Matuta） | 奧羅拉／馬圖塔（Matuta） | 德森                 | 泰芙努特                 |               |                         | 乌莎斯                      |                             | 拂曉、破曉、黎明 |
| Ἔρεβος (Érebos)                      | 厄瑞玻斯                                                                                                   | 司各脱（Scotus） | 司各脱（Scotus） |                      |                          |               |                         |                             |                             | |
| Ἐρινύες                              | 厄里倪厄斯                                                                                                 | 狄赖（Dirae）／孚里埃（Furiae） | 孚里斯（Furies） |                      |                          |               |                         |                             |                             | Furies（復仇女神三姊妹總稱；字面上意思 ：復仇、報復） |
| Ἔρις                                 | 厄里斯 | 狄斯科耳狄亞（Discordia） | 狄斯科耳狄亞（Discordia） |                      |                          |               | 阿納特                  | 涅哩底（Nirṛti）            |                             | 纷争 |
| Ἔρως                                 | 厄洛斯 | 庫庇多（Cupido）／阿莫尔（Amor） | 邱比特 |                      |                          |               |                         | 伽摩                        |                             | 性愛 |
| Εὐτέρπη                              | 欧忒耳佩                                                                                                   | 欧忒耳佩 | 欧忒耳佩 | Euturpa / Euterpe    |                          |               |                         |                             |                             | |
| Εὖρος (Euros)                        | 欧洛斯 | 沃爾圖耳努斯（Vulturnus） | 沃爾圖耳努斯（Vulturnus） |                      |                          |               |                         |                             |                             | 東風 |
| Γαῖα                                 | 蓋亞 | 泰菈／特魯斯（Tellus） | 泰菈／特魯斯（Tellus） | 瑟耳                 | 盖布                     | 安图          |                         | 地天                        | 扎姆（Zām）                 | 大地 |
| ᾍδης (Hāidēs)                        | 哈得斯 | 冥父／普路托／奧迦斯 | 冥父／普路托／奧迦斯 | 艾塔                 | 阿努比斯／俄西里斯       |               | 默特                    | 阎摩                        | 安哥拉·曼纽                 | 冥界、陰間； 哈得斯原文名號──Hades字面上的意思是：看不見的 |
| Ἥβη (Hēbē)                           | 赫柏 | 尤文塔斯（Iuventas） | 朱文塔斯 |                      | 鸞恩潘特                 |               |                         |                             |                             | 青春 |
| Ἑκάτη (Hekatē)                       | 赫卡忒 | 特里維亞 | 特里維亞 |                      | 海奎特                   | 埃列什基伽勒  |                         |                             |                             | 英文意思為will（將會、將要、意志、願）， 赫卡忒原文名號──Hecate翻譯的意思為：she who has power far off（她／祂的威力無遠弗屆） |
| Ἥλιος                                | 赫利俄斯                                                                                                   | 蘇爾 | 蘇爾 | 乌西尔（Usil）       | 拉                       | 乌图          | 沙玛什                  | 蘇利耶                      |                             | 太陽 |
| Ἡμέρα                                | 赫墨拉 | 戴斯（Dies ） | 戴斯（Dies ） |                      |                          |               |                         | 乌莎斯                      |                             | 天、日 |
| Ἥφαιστος (Hḗphaistos)                | 赫淮斯托斯                                                                                                 | 伏爾坎努斯（Vulcanus） | 伏爾坎 | 塞斯兰斯             | 卜塔                     |               |                         | 毘首羯磨、阿耆尼            | 阿塔爾（Ātar）              | 金屬製品、金屬加工，鍛造；火，熔岩 |
| Ἥρα                                  | 赫拉 | 尤诺（Iuno） | 朱諾 | 優妮                 | 姆特，哈索爾             |               |                         | 因陀罗尼                    | 阿爾邁蒂                    | 婚姻、家庭 |
| Ἡρακλής (Hēraklē̂s)                   | 赫拉克勒斯                                                                                                 | 赫丘利 | 赫丘利 | 赫丘勒               | 赫里沙夫                 |               | 美刻爾                  |                             | 羅斯坦                      | 赫拉克勒斯原文名號──Heracles字面上的意思是：赫拉的榮耀 |
| Ἑρμῆς                                | 赫耳墨斯                                                                                                   | 默库里乌斯（Mercurius） | 墨丘利 | 杜爾姆斯             | 阿努比斯、托特           | 纳布          | Taautus                 | 那罗陀                      | 沙玛什                      | 過渡、過渡時期、轉變、轉換、變遷；邊界、界限、境界、疆界；盜賊；旅客；商業、貿易；赫耳墨斯原文名號──Hermes可能的意思是：“interpreter（演繹者、解釋者、翻譯者）”； 默库里乌斯原文名號──Mercurius的意思與拉丁語“merx”（英文字彙：merchandise，中譯：商品、貨物）、“mercari”（英文字彙：to trade，中譯：交易、買賣），以及“merces”（英文字彙：wages，中譯：工資、薪水）有關聯 |
| Ἕσπερος (Hesperos)                   | 赫斯珀洛斯                                                                                                 | 維斯珀耳 | 維斯珀耳 |                      |                          |               |                         |                             |                             | 黃昏、夜間，晚餐，暮星、昏星、長庚星，西方 |
| Ἕστία                                | 赫斯提亞                                                                                                   | 維斯塔 | 維斯塔 |                      |                          |               |                         |                             |                             | 灶台、爐床、壁爐邊，壁炉，家庭生活 |
| Ὑγίεια                               | 許癸厄亞                                                                                                   | 薩盧斯 | 薩盧斯 |                      |                          |               |                         |                             |                             | 健康；潔凈 |
| Ὕπνος                                | 許普諾斯                                                                                                   | 松拿士（Somnus） | 松拿士（Somnus） |                      |                          |               |                         |                             |                             | 睡眠 |
| Εἰρήνη (Eirēnē)                      | 厄瑞涅 | 帕克斯 | 帕克斯 |                      |                          |               |                         |                             |                             | 和平 |
| Ἶρις                                 | 伊麗絲 | 阿庫斯（Arcus）／伊麗絲 | 阿庫斯（Arcus）／伊麗絲 |                      | 努特                     |               |                         |                             |                             | 彩虹 |
| Ἰανός                                | | 伊阿努斯（Ianus） | 雅努斯 | Culsans              |                          |               |                         | 象头神                      |                             | 開端；過渡；運動；門道 |
| Λάχεσις (Lakhesis)                   | 拉刻西斯                                                                                                   | 德基瑪 | 德基瑪 |                      |                          |               |                         |                             |                             | 拉刻西斯原文名號──Lachesis字面上的意思是：disposer of lots（命運分配者）；luck（時運） |
| Λητώ                                 | 勒托 | 拉托娜（Latona） | 拉托娜（Latona） |                      |                          |               |                         |                             |                             | 溫柔謙卑；母親 |
| Μοῖραι (Moirai)                      | 摩伊賴／墨蕾（Moerae）                                                                                     | 帕耳開（Parcae）／法蒂（Fatae） | 命運女神（Fates） |                      |                          |               |                         |                             |                             | Apportioners（命運女神們） |
| Μορφέας                              | 摩耳甫斯                                                                                                   | 摩耳甫斯 | |                      |                          |               |                         |                             |                             | 夢 |
| Μοῦσαι (Mousai)                      | 繆塞（Musae）                                                                                              | 卡墨奈 | 轉入英文Mus開頭的字彙 |                      |                          |               |                         |                             |                             | 音樂；靈感 |
| Ῥαμνουσία (Nemesis)                  | 涅墨西斯/拉姆諾斯                                                                                          | Invidia | |                      |                          |               |                         | 娑尼（Shani）               |                             | 因果报应 |
| Νίκη                                 | 尼刻 | 維多利亞 | 維多利亞 | Meanpe               |                          |               |                         | 室建陀                      |                             | 勝利 |
| Νότος (Notos)                        | 諾托斯 | 奧斯特（Auster） | 奧斯特（Auster） |                      |                          |               |                         |                             |                             | 南風 |
| Νύξ (Nyx)                            | 倪克斯 | 諾克斯（Nox） | 諾克斯（Nox） |                      | 奈芙蒂斯                 |               |                         | 拿德利                      |                             | 黑夜 |
| Ὀδυσσεύς                             | 奧德修斯                                                                                                   | 尤利克塞斯（Ulixes）／尤利西斯（Ulysses）                                                                                                 | 尤利西斯（Ulysses） | 奧丟斯（Uthuze）     |                          |               |                         |                             |                             | 英雄 |
| Παλαίμων (Palaimōn)                  | 墨利刻耳忒斯／帕莱蒙（Palaemon）乃後來的稱號                                                               | 普尔图诺斯 | 普尔图诺斯 |                      |                          |               |                         |                             |                             | 鑰匙，門戶； ports（商业，提供卸货、装货功能的港口；多指人工港口，還可指有港口的市），harbors（渔业，提供避风、安全停靠功能，指可停泊船隻、裝卸貨物的天然或人工港口） |
| Πᾶν                                  | 潘 | 法乌努斯 | 法乌努斯 |                      | 敏                       |               |                         | 阿兰尼耶尼（Aranyani）/部陀 |                             | 自然，荒野 |
| Περσεφόνη                            | 珀耳塞福涅                                                                                                 | 普洛塞庇娜 | 普羅瑟派恩（Proserpine） | 佩爾斯普涅           |                          |               |                         |                             |                             | 可能的意思為：“to emerge（出現、產生、誕生、呈現）” |
| Φάων                                 | 菲昂 | 菲昂 | 菲昂 | Phaun / Faun / Phamu |                          |               |                         |                             |                             | 被阿芙罗狄蒂赋予青春和美丽的船夫 |
| Φήμη                                 | 菲墨 | 法玛（Fama） | 法玛（Fama） |                      |                          |               |                         |                             |                             | fame（名譽、聲譽）；rumor（謠言、傳聞、流言） |
| Φωσφόρος (Phōsphoros)                | 福斯福洛斯                                                                                                 | 路喀斐耳 在基督教裡則翻譯名為路西法，是被神學家確認為惡魔                                                                                 | 路喀斐耳 在基督教裡則翻譯名為路西法，是被神學家確認為惡魔                                                                                 |                      |                          |               | 阿塔尔                  | 阿耆尼                      |                             | 路喀斐耳原文名號──Lucifer字面上的意思是：light bearer（帶來破曉的人） |
| Ποσειδῶν                             | 波塞冬 | 奈普托訥斯 | 尼普頓 | 涅騰斯               |                          |               | 雅木（Yam）             | 伐楼拿                      | 阿帕姆·納帕特（Apām Napāt） | 海洋；水；馬匹；地震 |
| Πρίαπος (Priapos)                    | 普里阿普斯                                                                                                 | 穆提努斯·穆图努斯（Mutinus Mutunus） | 穆提努斯·穆图努斯（Mutinus Mutunus） |                      |                          |               |                         |                             |                             | 生育、生殖力、豐產、豐饒；家畜、牲畜；花園、林苑；男性生殖器 |
| Προμηθεύς                            | 普罗米修斯                                                                                                 | 普罗米修斯 | 普罗米修斯 | Prumathe             |                          | 恩基          |                         |                             |                             | |
| Ῥέα                                  | 瑞亞 | 諸神之母／奧普斯 （請參閱上方序號18.的庫柏勒一欄）                                                                                        | 奧普斯 |                      | 努特                     |               | 亚舍拉                  |                             |                             | 瑞亞原文名號──Rhea字面上的意思是：flowing（移動的、流動的、飄垂、飄拂） 奧普斯原文名號──Ops字面上的意思是：財富財帛，豐富、豐足，資源 |
| Σελήνη                               | 塞勒涅 | 盧娜 | 盧娜 | 洛絲娜               | 伊西斯、托特、孔斯       |               | 雅里赫（Yarikh）        | 旃陀罗                      | 馬赫（Māh）                 | 月亮 |
| Σελήνη                               | 塞勒涅 | 盧娜 | 盧娜 | Tiur                 | 伊西斯、托特、孔斯       |               | 雅里赫（Yarikh）        | 旃陀罗                      | 馬赫（Māh）                 | 月亮 |
| Σειληνός                             | 西勒努斯                                                                                                   | 西爾瓦努斯 | 西爾瓦努斯 | 瑟耳芬斯             |                          |               |                         |                             |                             | 西爾瓦努斯原文名號──Silvanus字面上的意思是：of the woods（樹林裡、森林裡） |
| Θάνατος                              | 桑納托斯                                                                                                   | 墨尔斯 | 墨尔斯 | 累茲                 | 阿努比斯                 |               | 默特                    | 阎摩                        |                             | 死亡 |
| Θάνατος                              | 桑納托斯                                                                                                   | 墨尔斯 | 墨尔斯 | 恰倫                 | 阿努比斯                 |               | 默特                    | 阎摩                        |                             | 死亡 |
| Θέμις                                | 忒彌斯 | 尤斯提提亞 | 正義女神（Justitia / Justice） |                      |                          |               |                         |                             |                             | 自然律 |
| Τύχη (Tykhē)                         | 堤喀 | 福爾圖娜 | 幸运女神（fortune） | 諾爾提亞             |                          |               |                         | 吉祥天女、象头神            |                             | luck：不期而至的机遇、幸运， fortune：重要影响的机会和机遇财富、运气、命运 |
| Τυφῶν ("Typhon")                     | 堤福俄斯                                                                                                   | 泰風（Typh） | 泰風（Typh） |                      | 賽特、阿佩普             |               |                         | 弗栗多                      |                             | 旋風，風暴，混亂，黑暗 |
| Οὐρανός (Ouranos)                    | 烏拉諾斯                                                                                                   | 凱路斯 | 凱路斯 |                      | 努特                     | 安努          | 埃爾                    | 阿迦奢                      | 阿斯曼（Āsman）             | 天空 |
|                                      | | 维尔图努斯 | 维尔图努斯 | 伏徒那               |                          |               | 巴力                    |                             |                             | 四季；變化、轉變 |
| Ζέφυρος (Zephyros)                   | 仄費洛斯／仄費洛斯原文名號──Zephyrus簡稱為：Zephyr（仄費耳），並且這字彙轉入英文則有西风、和风、微风的意思 | 法沃尼烏斯（Favonius） | 法沃尼烏斯（Favonius） |                      |                          |               |                         |                             |                             | 西風；法沃尼烏斯原文名號──Favonius字面上的意思是：有利的 |
| Ζεύς                                 | 宙斯 | 尤庇特（Iuppiter）／約維斯（Iovis） | 朱庇特／朱威（Jove） | 提尼亞               | 阿蒙／荷魯斯             | 恩利爾 / 柏尔 | 巴耳·哈蒙／大袞／哈達德 | 因陀罗                      | 阿胡拉·馬茲達               | 风暴、雷电、天气、天父 |

## 對猶太宗教的接納
從羅馬人的角度來看，就上述原則也應用於猶太民族宗教的独一神（YHWH）並將祂與朱庇特等同起來是很自然的。然而，猶太人與生活在羅馬人統治下的其他民族不同，不假思索地拒絕羅馬人這樣的企圖，將關於羅馬人這樣的認定視為最惡劣的褻瀆。因為上帝是唯一的真神，而且以當時羅馬人的情況而言，他們也必須實地進入猶太教的禮儀方能真正認識上帝。這種完全不同的觀點是導致猶太人和羅馬帝國之間頻仍發生摩擦的因素之一－舉例來說，羅馬皇帝哈德良決定以愛利亞加比多連为名來重建耶路撒冷，用來作為一座專門奉獻於朱庇特的城市，因此而造成巴爾科赫巴起義的大屠殺。從歷史角度而言，統治者若能尊重不同民族的宗教信仰、習俗，許多兵燹、迫害都是可以避免掉的事，研究不同民族的信仰與習俗進而互相了解、促進各民族間的和諧，乃是歷史學領域的重要研究課題。
在古代晚期的神秘主義中，希臘太陽神赫利俄斯有時等同於猶太－基督教上帝（Judeo-Christian God）。然而，箇中的秘密涵義為何？有鑑於目前中文資料不足，因此有待於學者更進一步的研究了。

## 在藝術上的表現
通過羅馬或是希臘釋義的方式描述的神靈融合組成的範例：

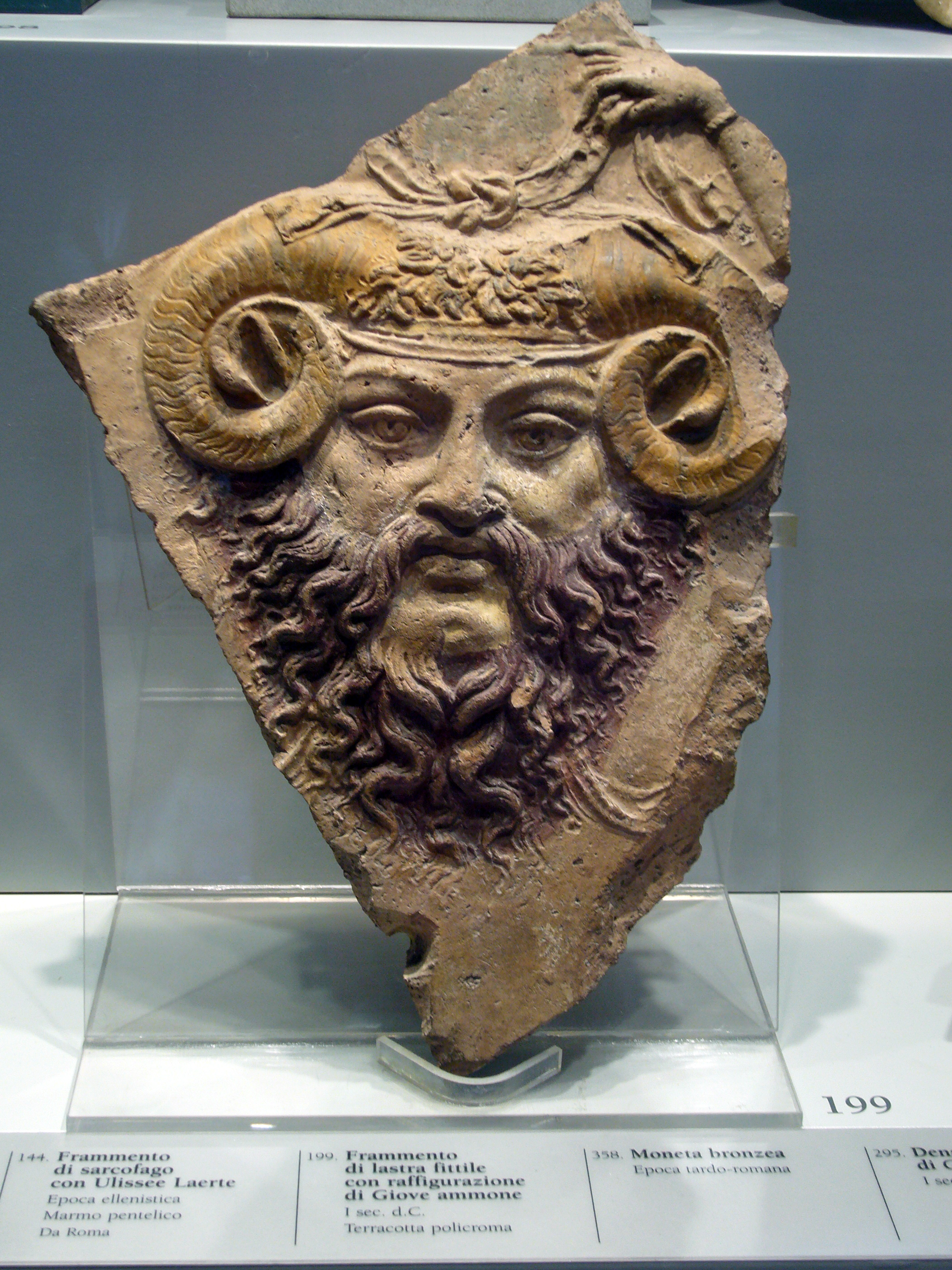
朱庇特·阿蒙（Jupiter Ammon，希臘式風格的赤土陶器，西元一世紀）
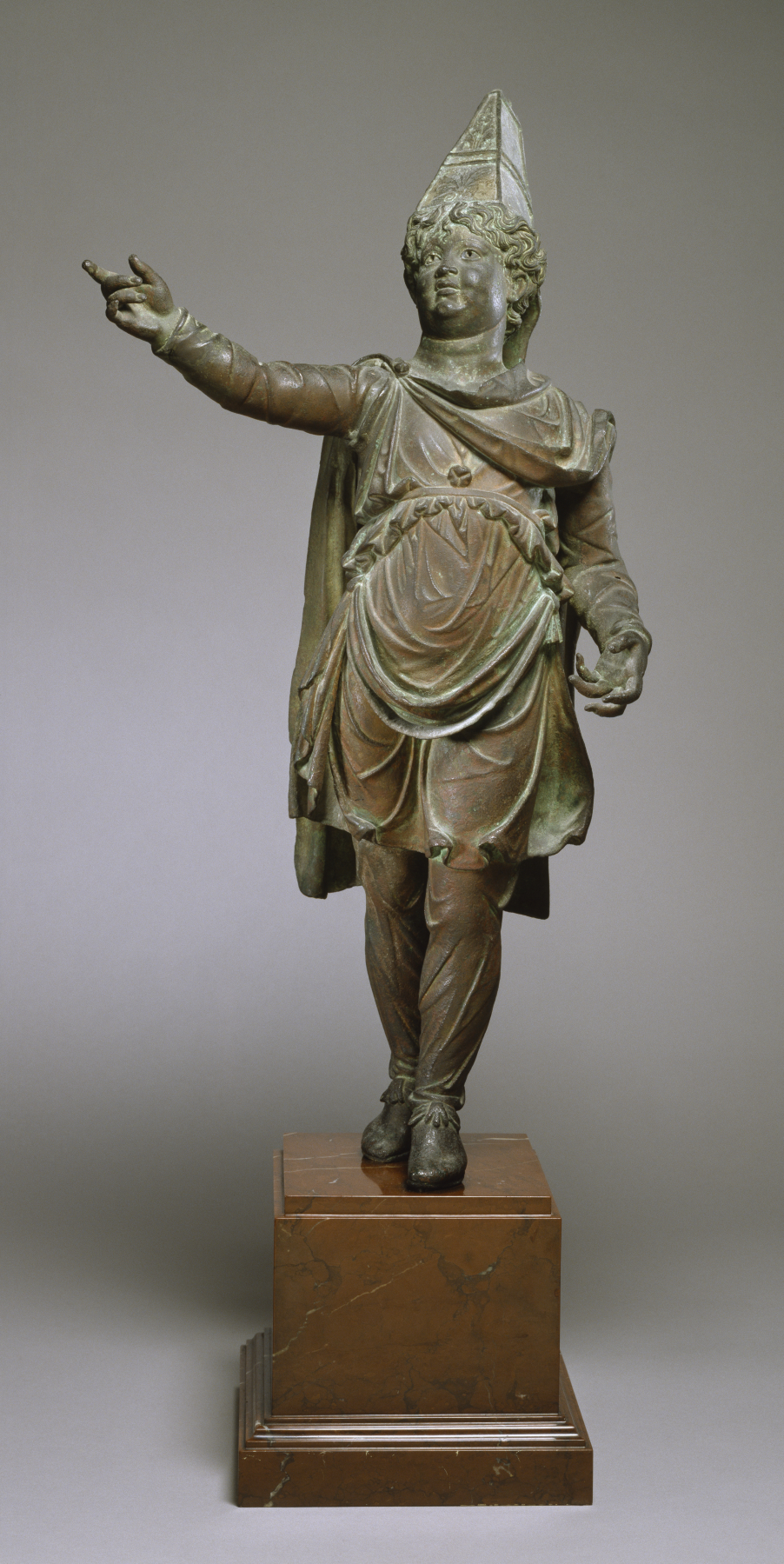
出自於羅馬帝國東部行省的綜攝神祇，或許為一尊革尼烏斯（西元前1世紀－西元1世紀）
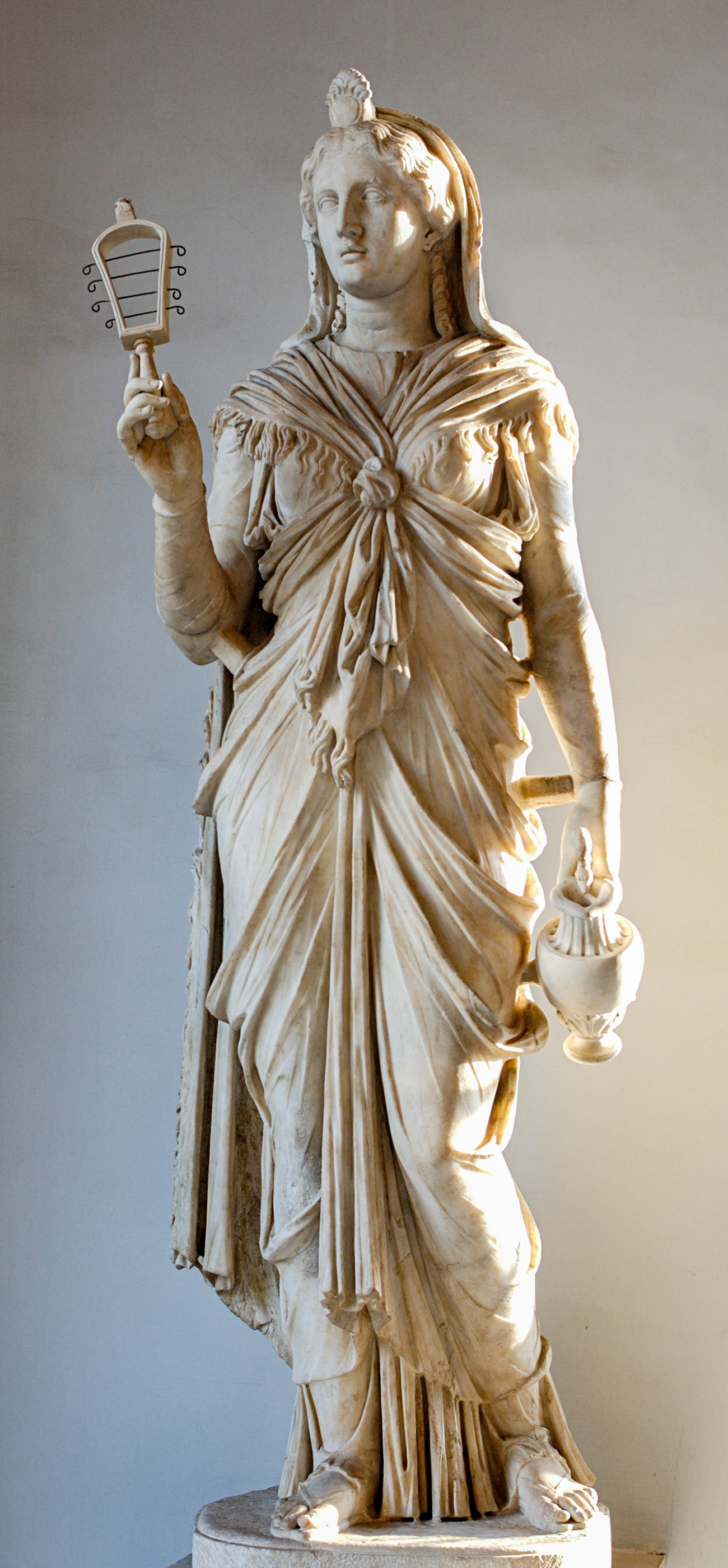
伊西斯女神手持鐵搖子（英语：sistrum）和陶酒罈（英语：oinochoe）（羅馬大理石，哈德良在位期間）
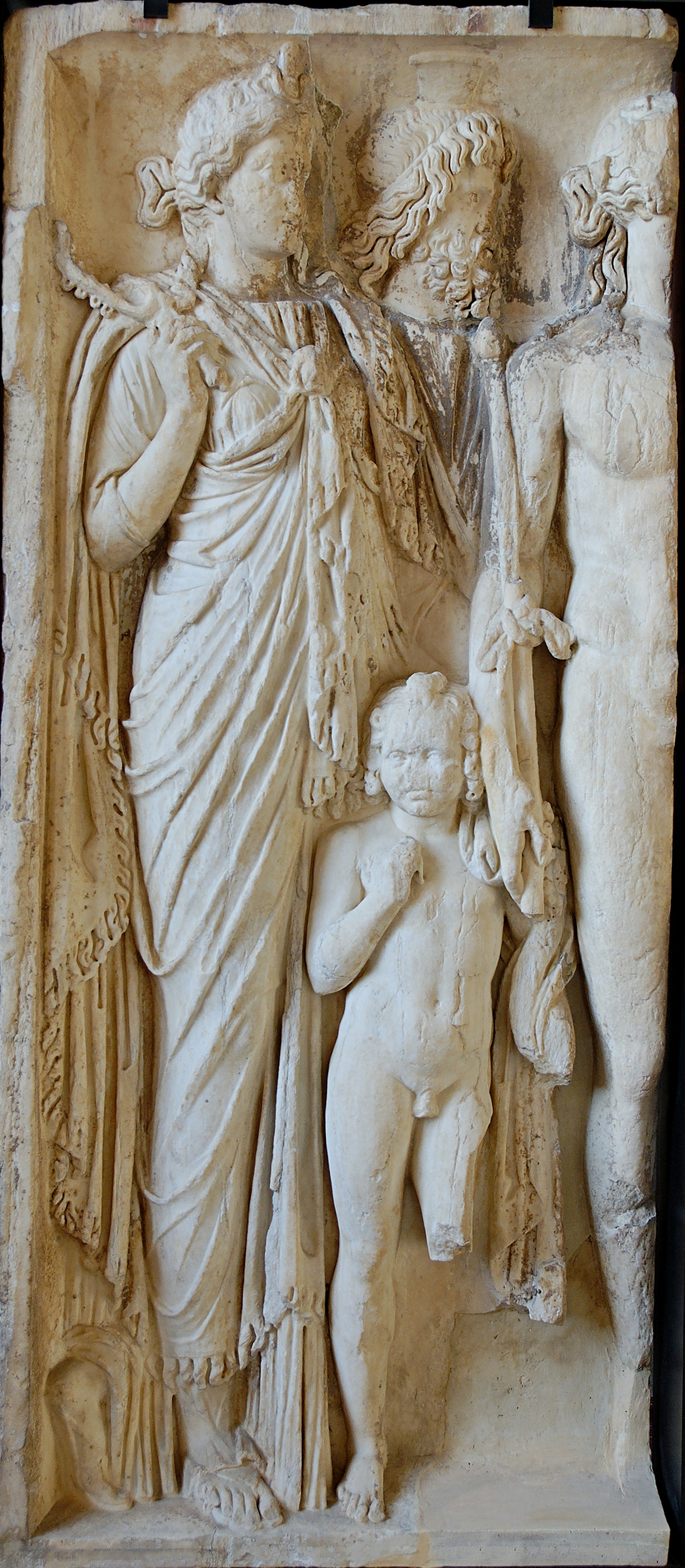
伊西斯、塞拉比斯，以及祂們的孩子哈爾波克拉特斯和狄俄倪索斯（出自於羅馬時代的非洲浮雕，西元二世紀晚期）
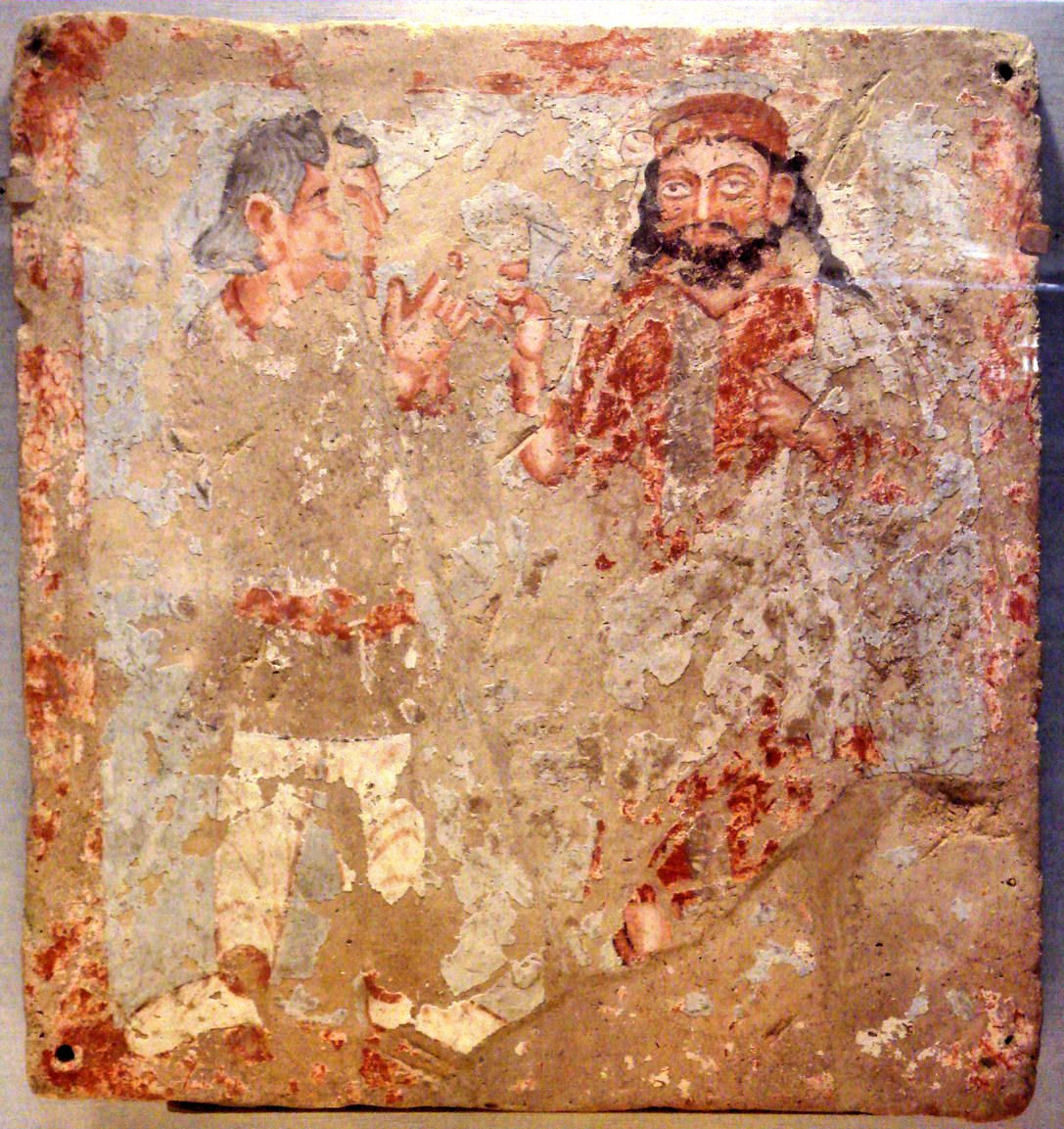
在宙斯－塞拉比斯－歐馬茲特神面前的膜拜者（巴克特里亞，西元三世紀）

## 延伸閱讀
- Jan Assmann（英语：Assmann, Jan） (2008). "Translating Gods: Religion as a Factor of Cultural (Un)Translatability". In de Vries, Hent. Religion: Beyond a Concept. Fordham University Press. ISBN 9780823227242 （页面存档备份，存于）.
- Pakkanen, Petra (1996). Interpreting Early Hellenistic Religion: A Study Based on the Mystery Cult of Demeter and the Cult of Isis. Foundation of the Finnish Institute at Athens. ISBN 978-951-95295-4-7 （页面存档备份，存于）.